# Лудвиг II фон Арнщайн
Лудвиг II фон Арнщайн (на немски: Ludwig II von Arnstein; † 28 май 1130) е граф на Арнщайн в Айнрихгау.

## Произход
Той е единственият син на Лудвиг I фон Арнщайн в Айнрихгау († 1084) и първата му съпруга, първата му братовчедка, Гуда (Юта) фон Цутфен (* 1042), дъщеря на граф Готшалк фон Цутфен-Твенте († 1064) и Аделхайд ван Цутфен. Той има една сестра и пет полусестри. Сестра му Юдит фон Арнщайн († 1118) e омъжена за Ото II фон Цутфен „Богатия“ († 1113).

## Фамилия
Лудвиг II се жени за Уделхилд фон Оденкирхен († 5 юли), дъщеря на граф Арнолд I ван Оденкирхен (при Мьонхенгладбах) († пр. 1119). Те имат децата:
- Лудвиг III († 25 октомври 1185), граф на Арнщайн, основател на манастир, женен ок. 1130 г. за графиня Гуда фон Бойнебург-Хомбург († сл. 17 август 1139)
- Арнолд II (* ok. 1100), граф на Оденкирхен
- Агнес (* ок. 1120; † 1179), омъжена 1135 г. за граф Хайнрих I фон Цутфен-Гелдерн († 1182)

След смъртта му неговата вдовица Уделхилд живее в манастир.